# Kleinhovia hospita
El tanag de Filipinas o apong-apong (árbol huésped), Kleinhovia hospita (syn. Kleinhovia serrata Blanco, Grewia meyeniana Walp.), es una especie de árbol tropical siempreverde, nativo de Indonesia, Malasia y otras zonas tropicales de Asia.

## Descripción

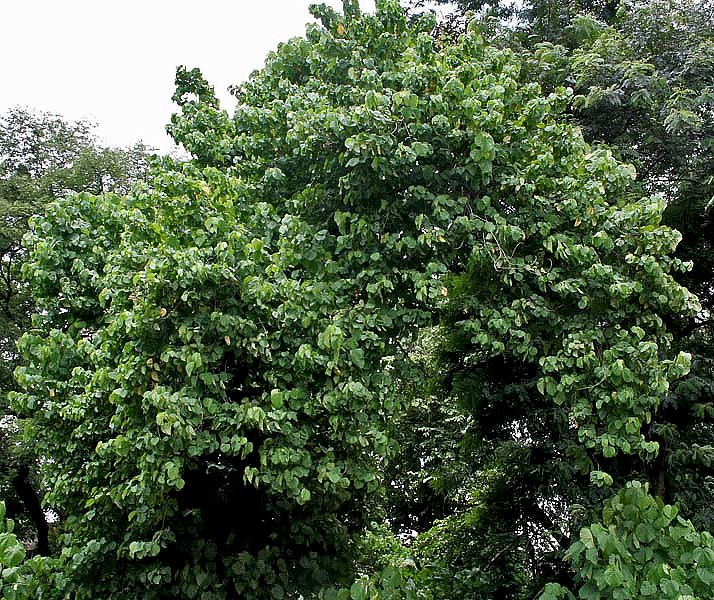
Árbol en Calcuta, Bengala Occidental, India.

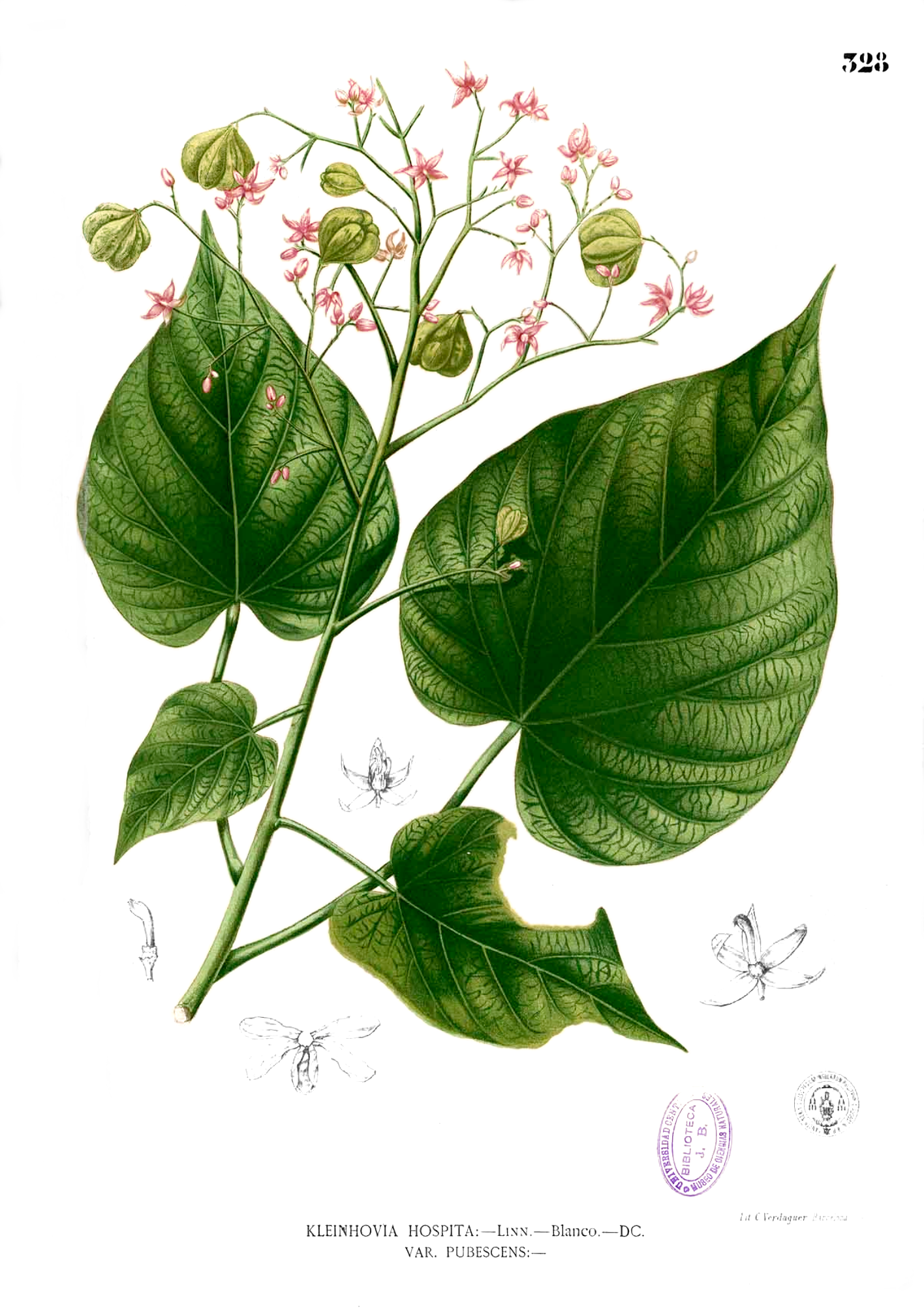
Ilustración de Francisco Manuel Blanco

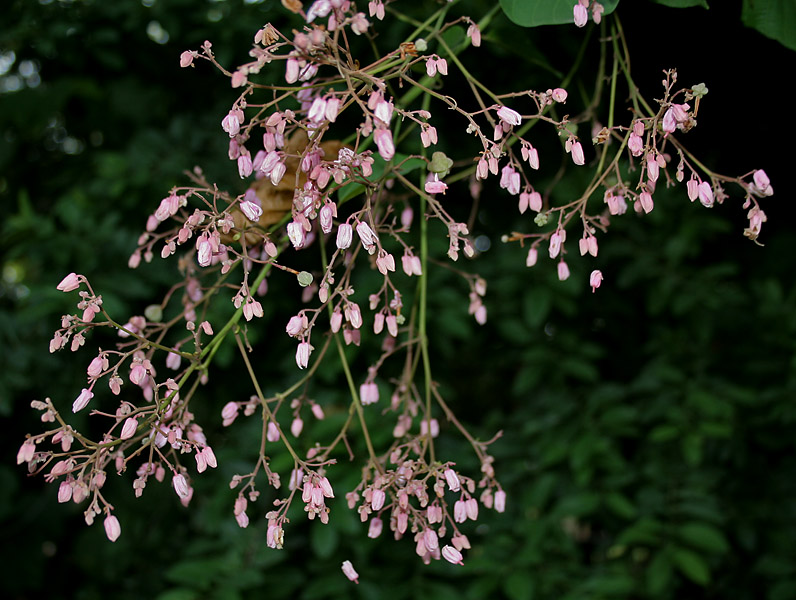
Inflorescencia inmadura en Hyderabad, India

K. hospita es un árbol frondoso siempreverde que alcanza los 20 m de altura, posee una densa fronda redondeada y brotes rosados verticales con flores y frutos. Sus hojas son simples y alternadas; posee estípulas ensiformes a lineales, de unos 8 mm de largo; los peciolos miden 2.5–30 cm de largo; la hoja posee una forma ovada a corazón, desprovista de pelos por ambos lados, con el ápice en punta. Posee entre 6 a 8 pares de venas secundarias.
Las flores de K. hospita son terminales, en panículas sueltas que sobresalen de la corona; las flores miden unos 5 mm de ancho, de color rosa claro; los pedicelos miden 2–10 mm de largo; los bracteolos son lanceolados y miden 2–4 mm de largo pubescentes; los ginandroforos miden 4–7 mm de largo pubescentes. Posee 5 sépalos, lineales lanceolados que miden 6–8 mm de largo y son rosados, tormentosos; 5 pétalos, inconspicuos, el superior amarillo; 15 estambres de 8–15 mm de largo, tubo estaminal ampliamente campanulado, con 5-lóbulos, cada lóbulo tiene 3 anteras y alternando con estaminodos. Las anteras son sésiles. El pistilo posee un ovario piloso con 5 celdas. K. hospita florece durante todo el año.
Los frutos comienzan a formarse temprano, a menudo al tercer año de haber plantado el árbol. Los frutos de K. hospita son cápsulas membranosas redondas, o lóbulos, de cáscara delgada, miden 2-2.5 cm de diámetro. Las semillas son globosas, blancuzcas, verrugosas y exalbulminosas. Los frutos son más conspicuos que las flores a causa de su tamaño y abundancia.

## Usos
K. hospita es utilizada en la medicina alternativa tradicional en zonas de Malasia, Indonesia y Papúa Nueva Guinea para tratar la sarna. La corteza y las hojas son utilizadas para lavar el pelo para combatir los piojos, mientras que el jugo que se obtiene de sus hojas es utilizado para lavar los ojos. Las hojas jóvenes son consumidas como verdura de hoja. Las fibras duras son utilizadas para fabricar sogas que se utilizan para atar o inmovilizar ganado.
La madera de K. hospita posee un tono ligeramente rosado y una textura fina, blanda, liviana, y fácil de trabajar y pulir. Su carga energética es de unos 19000 kJ/kg. Las hojas y corteza contienen compuestos cianogénicos que se supone ayudan a matar ectoparásitos tales como los piojos. Estudios realizados han indicado que el extracto de sus hojas posee actividad anti tumoral en sarcomas de ratones. Ha sido posible aislar varios ácidos grasos de sus hojas, los cuales contienen un anillo de ciclopropeno (escopoletina, kaempferol, y quercetina).
K. hospita es usada con fines ornamentales: lo atractivo de sus panículos rosados le ha valido su popularidad como planta ornamental.